# Jiří Straka

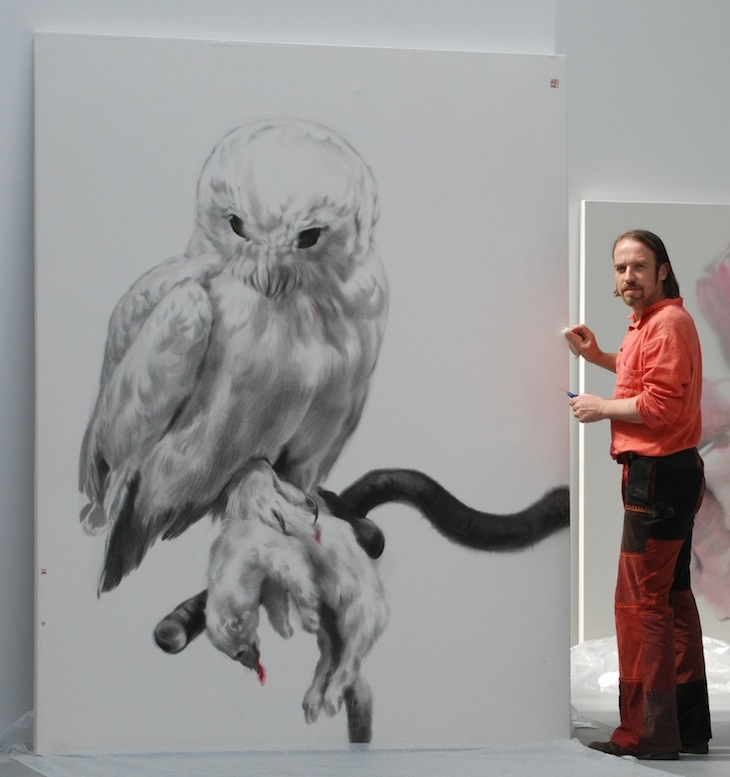
Jiří Straka

Jiří Straka (* 1967 in Prag) ist ein tschechischer Maler und Sinologe.

## Leben
Straka studierte von 1989 bis 1995 Sinologie an der Karlsuniversität in Prag. Es folgte ein einjähriger Studienaufenthalt von 1995 bis 1996 an der Kunstakademie in Peking, wo er sich besonders auf die traditionelle chinesische Tuschmalerei konzentrierte. Neben seiner künstlerischen Tätigkeit war er von 2002 bis 2006 an der Nationalgalerie Prag als Restaurator der Asiatischen Sammlungen tätig. Seitdem lebt er in China.

## Ausstellungen (Auswahl)
- 2010 „Jiří Straka – Zartes Grauen“, Galerie arteversum, Düsseldorf
- 2010 Art Beijing („Special Project: Foreign Artists in China“)
- 2009 „Undercurrent“, Galerie Rudolfinum, Prag
- 2008 „Painting rebellion“, TN gallery, 798 Space, Peking
- 2007 „Samsara“, 798 Space, Peking (EA)
- 2007 „Heart“, Galerie v kapli, Bruntál (EA)
- 2007 „Painting rebellion“, Inter Art Centre, 798 Space, Peking
- 2006 „Flowers of Heart“, Shenzhen Fine Art Institute, Shenzhen (EA)
- 2005 „Jiří Straka – ink painting“, Museum Kampa, Prag (EA)
- 2003 „4. International Biennale of Ink Painting“, Shenzhen
- 2002 „Jiří Straka – paintings“, Botschaft der Tschechischen Republik, Peking (EA)
- 2001 „3. International Biennale of Ink Painting“, Shenzhen
- 2001 „Jiří Straka – ink painting“, Taipeh (EA)
- 2000 „Jiří Straka – ink painting“, Shenzhen Museum of Art, Shenzhen (EA)
- 1999 „2. International Biennale of Ink Painting“, Shenzhen

## Werk
Das Œuvre des Künstlers Jiří Straka ist vor allem durch die Kombination aus der traditionsreichen Technik der chinesischen Tuschmalerei auf der einen und der Direktheit der Motivik auf der anderen Seite charakterisiert.
Die großformatigen Arbeiten des Künstlers zeigen Gegenstände, Tiere und Pflanzen. Die Farbigkeit ist auf das Weiß des Papiers, das Schwarz der Tusche, die Grauabstufungen, die sich durch das Verdünnen der Tusche mit Wasser ergeben und partielle rote Akzente beschränkt. Die extrem überdimensionierten Bildmotive – je eins pro Arbeit – sind nicht weiter auf dem Papier verankert und es finden sich keine narrativen Elemente. Alles konzentriert sich auf die Motive. Motive, die erst durch den Malprozess ästhetisiert werden. Es handelt sich beispielsweise um Schweineherzen, die aufgrund der Technik wie liebliche Blüten wirken.
Eine Besonderheit bei Jiří Straka ist die Tatsache, dass er direkt vor dem Objekt arbeitet. Aus diesem Zusammenhang ergibt sich auch die Möglichkeit, ihm bei der Arbeit zuzusehen, denn er führt seinen Malprozess als Performance auf.